# Piolho-da-couve
O piolho-da-couve, pulgão-da-couve, afídio-da-couve ou afídeo-da-couve, cujo nome científico é Brevicoryne brassicae, é um afídio que coloniza apenas brassicáceas (crucíferas), já que apenas estas espécies contêm sinigrina (óleo de mostarda), necessária para que a espécie responda ao estímulo alimentar. As formas ápteras adultas medem de 1,6 a 2,6 mm de comprimento, com corpo verde acinzentado. Têm dois sifúnculos com forma de barril e uma cauda triangular. As formas aladas medem de 1,6 a 2,8 mm de comprimento, com barras transversais curtas na superfície superior do abdómen.
Os ovos, negros, são postos sobre espécies da família Brassicaceae, mantendo-se aí durante o inverno, eclodindo de Fevereiro a Abril (hemisfério norte). As formas aladas aparecem entre maio e Julho e migram para rebentos novos de crucíferas, onde se propagam com grande facilidade. Em meados de Julho e Agosto atingem, geralmente, um pico populacional, seguindo-se uma quebra acentuada devido a factores ambientais. Outra migração, de meados de Setembro a meados de Outubro levam à postura dos ovos neste mês. Tem-se verificado algumas alterações comportamentais na espécie em anos recentes, passando o inverno em formas que estagiam junto de plantas em vez da habitual postura de ovos - o que indica alguma variação ambiental.
São pragas nos brócolos, repolhos, couve-flor, etc. Causam sérios estragos, podendo levar à morte das plantas. A distorção das plantas, devido à sua acção parasitária também tem reflexos importantes na baixa atractividade das colheitas no mercado. A espécie é ainda um importante vector de cerca de 20 espécies de vírus de plantas, como do mosaico da couve-flor ou o mosaico do nabo.